# Cendrillon (pel·lícula de 1899)
Cendrillon (La Ventafocs) és una pel·lícula francesa del 1899 dirigida per Georges Méliès, basada en el conte de fades de Charles Perrault. Va ser estrenada per Star Film Company de Méliès i està numerada en els seus catàlegs 219–224, on s'anuncia com una gran féerie extraordinaire en 20 tableaux.

## Repartiment
Els repartiments de les pel·lícules de Méliès són, en molts casos, no identificats. La major part de la llista següent es basa en identificacions de repartiment fetes pels erudits del cinema Georges Sadoul, Jacques Malthête i Laurent Mannoni.
- Mlle Barral com a Ventafocs.[1] Barral també havia actuat a la farsa de dormitori de Méliès Le Coucher de la mariée ou Triste nuit de noces a principis d'aquest mateix any.[2]
- Bleuette Bernon com la fada protectora.[3] Méliès va descobrir Bernon als anys 1890, quan actuava com a cantant al cabaret L'Enfer. La seva aparició a la Ventafocs és contemporània a les seves actuacions al cabaret Eldorado. També va aparèixer com Phoebe, la dona de la mitja lluna, al famós Le Voyage dans la Lune de Méliès.[4]
- Carmelli com a príncep. Carmelli va ser actor al teatre d'il·lusions escèniques de Méliès, el Théâtre Robert-Houdin de París.[5]
- Jehanne d'Alcy com a mare del príncep, la reina. D'Alcy havia aconseguit èxit en produccions teatrals el 1896, però va deixar l'escenari per dedicar-se al cinema, convertint-se en un dels primers intèrprets en fer-ho. Va aparèixer en moltes de les pel·lícules de Méliès i més tard es va convertir en la seva segona esposa.[6]
- Dupeyron com a convidat a la festa.
- Georges Méliès com el follet del rellotge de mitjanit i com a alabarder. Tot plegat, Méliès va tenir un paper actoral en almenys 300 de les seves 520 pel·lícules.[7]

## Producció

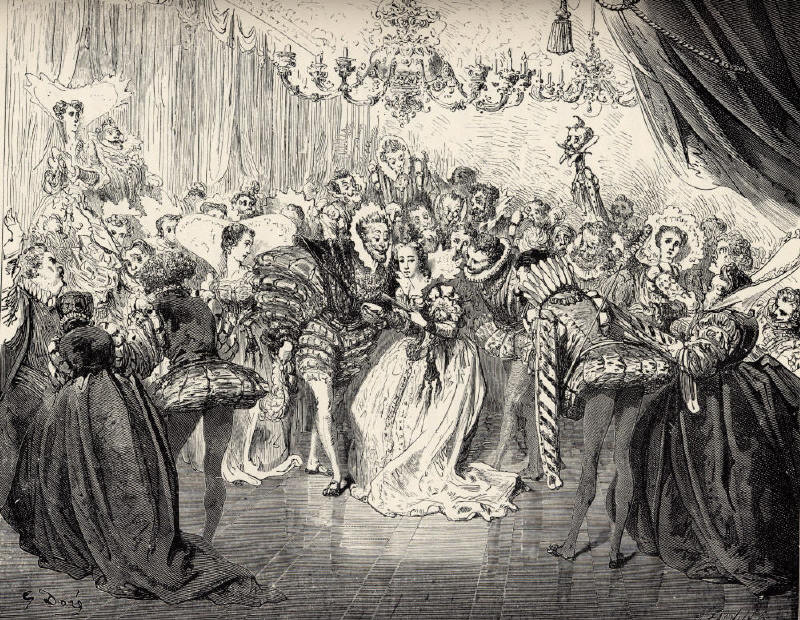
Les il·lustracions de Gustave Doré van influir en Méliès

Méliès va modelar l'estil visual de la pel·lícula sobre els gravats de Gustave Doré, que havia il·lustrat la història per a una edició dels contes de fades de Perrault. Doré va tenir una influència estilística en tota la carrera de Méliès, especialment en aquesta pel·lícula i en les seves adaptacions cinematogràfiques d'altres quatre treballs que Doré havia il·lustrat: Caputxeta vermella, Barba blava, El jueu errant i El somni del baró Munchausen. La inspiració directa per a la pel·lícula de Ventafocs va ser probablement una adaptació escènica estrenada el 1896 pel Théâtre de la Galerie-Vivienne i interpretada per la Troupe Raymond al propi teatre d'il·lusions de Méliès, el Théatre Robert-Houdin, en Nadal de 1897. És possible que Méliès també s'inspirés en la luxosa producció escènica de la història del Théâtre du Châtelet el 1895.
Cendrillon va ser la primera pel·lícula de Méliès amb diverses escenes (tableaux), utilitzant sis escenaris diferents i cinc canvis d'escena dins de la pel·lícula. El seu catàleg, dividint l'acció en ritmes més petits, enumera vint taulers dins de la pel·lícula, una numerosa generació probablement ideada per raons de publicitat. Es van utilitzar tants extres a la Ventafocs que Méliès va designar un Cap d'Extres per dirigir-los. Els efectes especials de la pel·lícula es van crear amb múltiples exposició, dissolucions i escamoteigs.

## Recepció
Cendrillon va ser el primer gran èxit cinematogràfic de Méliès. Va funcionar bé als cinemes de fira francesos i als salons musicals europeus i nord-americans, i va inspirar Méliès a crear altres pel·lícules de narrativa luxoses amb múltiples escenes. La seva següent pel·lícula amb diverses escenes, Jeane d'Arc (1900), va ser la primera que va superar els 200 metres de pel·lícula i va ser també un èxit senyalat. Segons l'historiador del cinema Lewis Jacobs, l'ús d'espectacles a la pantalla de Cendrillon també va influir en les pel·lícules de Cecil B. DeMille.
Méliès va fer una altra adaptació de la història, Cendrillon ou La pantoufle mystérieuse, el 1912 sota la supervisió de Pathé Frères. Aquesta versió no va ser un èxit, en part a causa del conflicte entre Méliès, Ferdinand Zecca i Charles Pathé, i en part perquè l'estil teatral de Méliès havia passat de moda el 1912.